# Kościół św. Jana Jałmużnika w Orchówku
Kościół świętego Jana Jałmużnika – rzymskokatolicki kościół parafialny należący do dekanatu Włodawa diecezji siedleckiej.
Świątynia murowana została wzniesiona w stylu barokowym w latach 1770-1777 przez mistrza kamieniarskiego Grzegorza Cybulskiego według projektu Pawła Antoniego Fontany. Została konsekrowana przez biskupa Melchiora Jana Kochnowskiego, sufragana chełmskiego w dniu 23 lipca 1780 roku. W latach 1846–1848 kościół został ostatecznie wykończony kosztem parafian i Augusta Zamoyskiego.

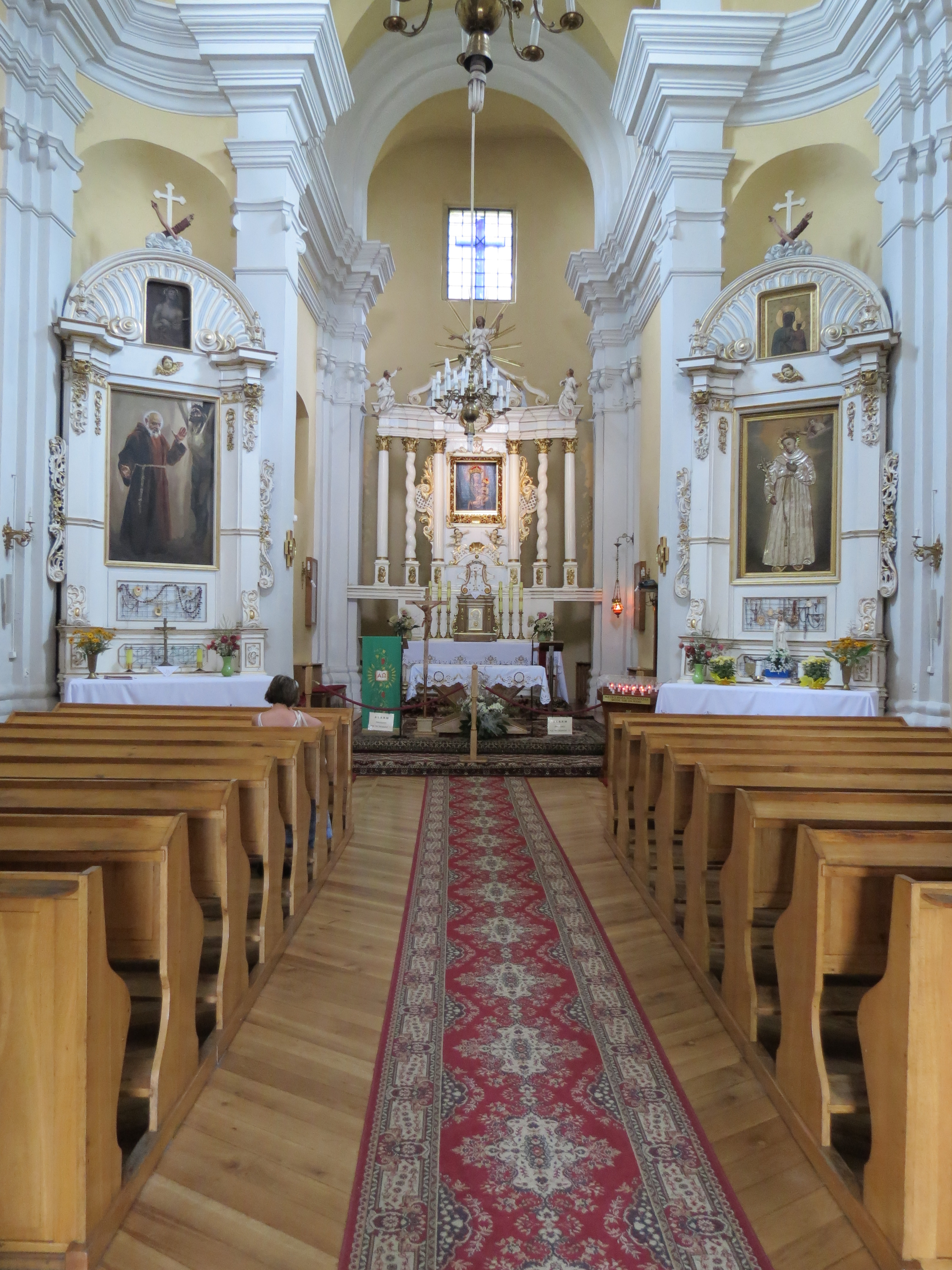
Wnętrze świątyni

Do 1864 roku, czyli do kasaty klasztoru przez władze carskie, świątynią opiekowali się augustianie, sprowadzeni do Orchówka (wówczas Orchowa) w 1610 roku przez właściciela miasta, Mikołaja Iwickiego (o czym informuje o tym kamienna tablica we wnętrzu świątyni). W ramach represji po powstaniu styczniowym kościół został zamieniony na cerkiew i została zniesiona parafia. W 1931 roku parafia została wznowiona. Od 1947 roku świątynią opiekują się ojcowie Kapucyni.
Obecnie kościół jest sanktuarium maryjnym na prawie diecezjalnym znanym jako Sanktuarium Matki Bożej Pocieszenia. Przedmiotem kultu religijnego jest obraz Matki Bożej Pocieszenia powstały pod koniec XVI lub na początku XVII wieku. Uroczystej koronacji obrazu dokonał arcybiskup Józef Kowalczyk, nuncjusz apostolski w Polsce razem z biskupem siedleckim Janem Mazurem i generałem Kapucynów Flaviem Robertem Carraro.
W kościele znajdują się organy pochodzące z zachodniej Polski, wykonane przez nieznanego autora, zamontowane w 1948 roku. Pierwotnie był to instrument 5-głosowy, w latach 1976-1981 został rozbudowany do 12-głosowego przez Jana Marmulewicza.